# Aclastus eugracilis
Aclastus eugracilis là một loài tò vò trong họ Ichneumonidae.